# Pasawahan (Susukanlebak)
Pasawahan is een bestuurslaag in het regentschap Cirebon van de provincie West-Java, Indonesië. Pasawahan telt 1713 inwoners (volkstelling 2010).